# VfL Frohnlach
Verein für Leibesübungen 1919 e. V. Frohnlach é uma agremiação esportiva alemã, fundada em 1919, sediada em Ebersdorf, na Baviera.

## História
O clube foi estabelecido como Sports Club Arminia Frohnlach, em 1919 e depois de uma fusão, em 1925, com o Turnverein Frohnlach, tornou-se Verein für Leibesübungen 1919 e. V. Frohnlach. Além de montar um departamento de futebol, detinham seções de ciclismo, fistball e ginástica. Como outros clubes que faziam parte do Arbeiter-und Ligue-Sportbundes (União de trabalhadores de Ginásticas e Esportes da União), o VfL foi proibido, em 1933, pelo regime nazista, pois as agremiações formadas por trabalhadores eram tidas como politicamente indesejáveis para o Terceiro Reich. Após à Segunda Guerra Mundial, foi restabelecido como TV Frohnlach e, antes do final de 1945, atuou como Allgemeine Sportvereinigung Frohnlach. Em 1948, a associação novamente passou se intitular VfL.
O time participou do menor nível local da liga do distrito de Coburg, até meados dos anos 70, quando o clube teve uma rápida ascensão com o apoio dos governos locais, além do fabricante de mobiliário Willi Schillig, que assumiu a presidência e teve um papel preponderante como investidor. Três promoções consecutivas de 1978 a 1980 alçaram-no até a quarta divisão, a Bayernliga. A equipe também fez a sua primeira aparição na DFB-Pokal, a Copa da Alemanha, em 1980, na qual foi eliminado na segunda fase pelo Stuttgarter Kickers, após sofrer uma goleada por 9 a 0. 
O Frohnlach desfrutou de uma longa década na Bayernliga até alternar-se, movendo-se frequentemente para cima e para baixo entre a quarta e a quinta camada. A equipe competiu como na Bayernliga nas temporadas 1992-1993, 1994-1999, e 2004-2007. Um 16º lugar rebaixou o time à Landesliga Bayern-Nord (V). Na temporada seguinte, em 2008-2009, o time retornou à Bayernliga.
Depois de mais um rebaixamento em 2010, o clube rapidamente se recuperou e conquistou o título da Landesliga pela quinta vez em 2011.

## Títulos
| - Landesliga Bayern-Nord (V) - Campeão: (5) 1980, 1992, 2004, 2008, 2011; - Vice-campeão: (2) 1991, 2002; | - Oberfranken Cup - Campeão: (3) 2003, 2005, 2009; |

## Cronologia recente
A recente performance do clube:
| Temporada | Divisão                | Módulo | Posição |
| 1999–2000 | Landesliga Bayern-Nord | V      | 3ª      |
| 2000–01   | Landesliga Bayern-Nord | V      | 3ª      |
| 2001–02   | Landesliga Bayern-Nord | V      | 2ª      |
| 2002–03   | Landesliga Bayern-Nord | V      | 3ª      |
| 2003–04   | Landesliga Bayern-Nord | V      | 1ª ↑    |
| 2004–05   | Oberliga Bayern        | IV     | 11ª     |
| 2005–06   | Oberliga Bayern        | IV     | 7ª      |
| 2006–07   | Oberliga Bayern        | IV     | 16ª ↓   |
| 2007–08   | Landesliga Bayern-Nord | V      | 1ª ↑    |
| 2008–09   | Oberliga Bayern        | V      | 7ª      |
| 2009–10   | Oberliga Bayern        | V      | 16ª ↓   |
| 2010–11   | Landesliga Bayern-Nord | VI     | 1ª ↑    |
| 2011–12   | Oberliga Bayern        | V      | 7ª ↑    |

## Estádio
Entre 1958 e 1980 o clube mandou suas partidas no Am Wirtsteich até a abertura do Waldstadion, com capacidade para 5.000. O estádio tem servido como local para os jogos das seleção nacional sub-20 e sub-21. Em 2006, foi renomeado Willi Schillig.

## Participações na Copa da Alemanha
O clube se qualificou para a DFB-Cup apenas em:
| Temporada | Fase          | Data                   | Casa                | Fora              | Resultado | Público |
| 1979-1980 | Primeira fase | 26 de agosto de 1979   | VfL Frohnlach       | Alemannia Haibach | 8 a 4     | 1.500   |
| 1979-1980 | Segunda fase  | 29 de setembro de 1979 | Stuttgarter Kickers | VfL Frohnlach     | 9 a 0     | 1.800   |